# SH-02F

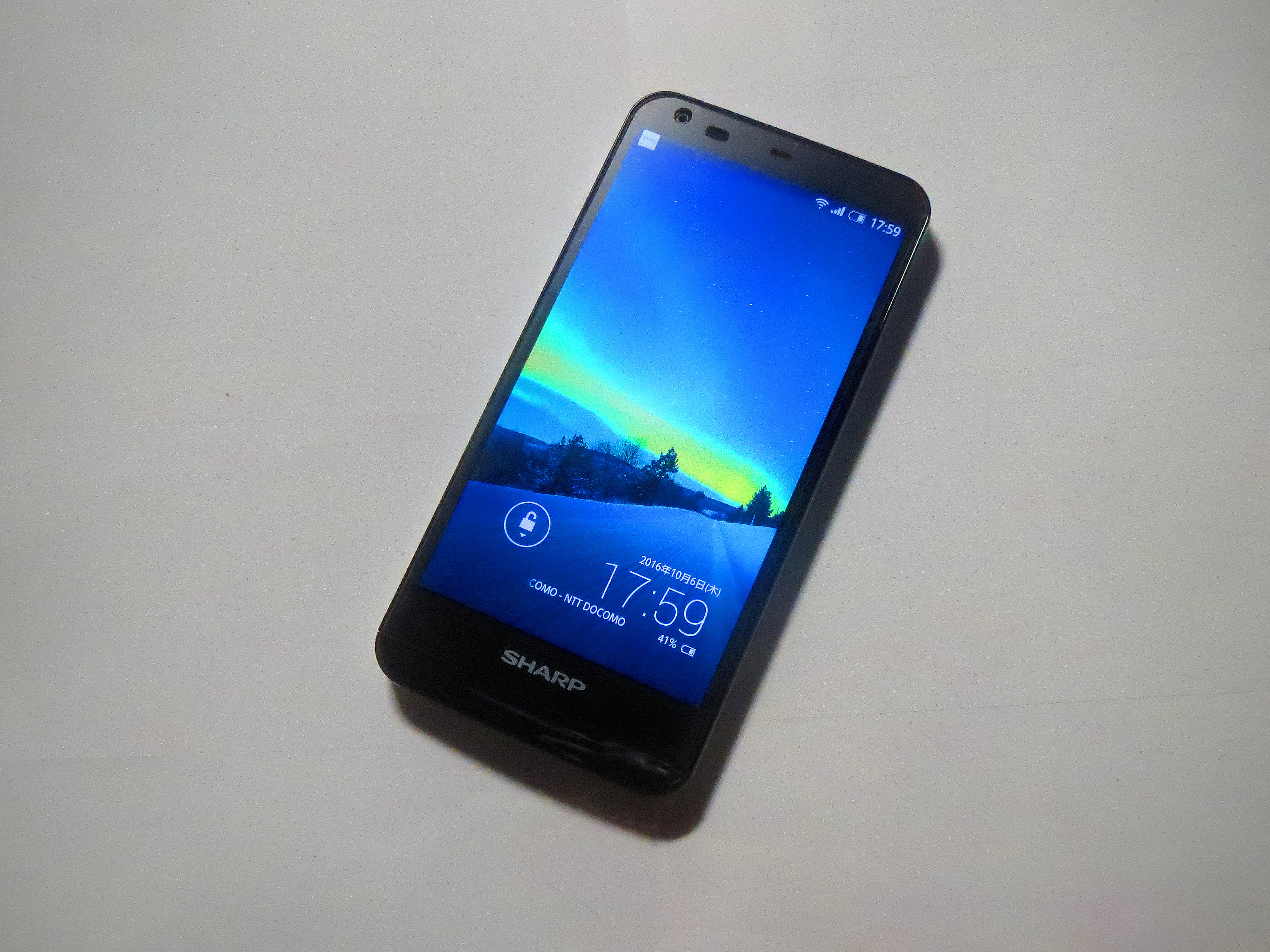
SH-M01

ドコモ スマートフォン AQUOS PHONE EX SH-02F（ドコモ スマートフォン アクオスフォン イーエックス エスエイチゼロニエフ）は、シャープによって開発された、NTTドコモの第3.9世代移動通信システム（Xi）と第3世代移動通信システム（FOMA）とのデュアルモード端末である。ドコモ スマートフォン（第2期）のひとつ。

## 概要
SH-04Eの後継機種で、新たにディスプレイ解像度487ppiのフルHDのIGZO液晶を搭載している。ただし、兄弟機種であるSH-01Fとは異なり、グリップマジック機能が省略されている。
先代機種同様、本体下部にイルミネーションが搭載されており、電話着信時などに点灯する。相手に応じて、イルミネーションの色（8色から選択可能）を設定することができ、大切な人からの着信がひと目で分かる。また、バッテリーは内蔵のため、着脱できないが、リアカバーは着脱可能。個別オプション品として、3種類のリアカバー（ライトブルー、ブラック×ドット、グリーン×ストライプ）を用意。自分の好みや気分に合わせて付け替える事が可能となっている。
なお、NOTTV・フルセグ放送の受信、赤外線通信には対応していない。

## 搭載アプリ
- カメラ
- Gmail
- メール
- マップ
- ナビ
- ローカル
- ハングアウト
- Playストア
- ダウンロード
- YouTube
- Google
- ブラウザ
- カレンダー
- アラーム・時計
- 電卓
- 設定
- Google+
- メッセンジャー
- Google Chrome
- Playブックス
- 音声検索
- Google設定
- アルバム
- テレビ
- ミュージック
- SHツール
- OfficeSuite
- おサイフケータイ
- 取扱説明書
- SH SHOW（メーカーアプリ）
- コンテンツマネージャ
- ドライブ
- マクドナルド

## 主な機能
| 主な対応サービス                                | 主な対応サービス                         | 主な対応サービス                     | 主な対応サービス                                                 |
| ----------------------------------------------- | ---------------------------------------- | ------------------------------------ | ---------------------------------------------------------------- |
| タッチパネル/加速度センサー                     | Xi/FOMAハイスピード                      | Bluetooth                            | DCMX/おサイフケータイ/NFC/かざしてリンク/赤外線/トルカ           |
| ワンセグ/フルセグ/モバキャス                    | メロディコール                           | テザリング                           | WiFi IEEE802.11a/b/g/n/ac                                        |
| GPS                                             | ドコモメール/電話帳バックアップ          | デコメール/デコメ絵文字/デコメアニメ | iチャネル/iコンシェル/しゃべってコンシェル                       |
| エリアメール/ソフトウェアーアップデート自動更新 | デジタルオーディオプレーヤー(WMA・MP3他) | GSM/3Gローミング(WORLD WING)         | フルブラウザ/Flash Player                                        |
| Google Play/dメニュー/dマーケット               | Gmail/Google Talk/YouTube/Picasa         | バーコードリーダ/名刺リーダ          | ドコモ地図ナビ/ドコモドライブネット/Google Maps/ストリートビュー |

## 歴史
- 2013年10月10日 - NTTドコモから正式発表。
- 2014年1月18日 - 事前予約開始。
- 2014年1月24日 - 発売開始[6]。

## アップデート・不具合など
2014年3月27日のアップデート（機能バージョンアップ）
- 機能バージョンアップ
  - 「LTE国際ローミング」の対応
    - 本端末を利用して、海外でLTEの通信が可能になる（本機能対応に伴い、LTEのON／OFF設定を追加）。
- 不具合修正
  - dヒッツにてコンテンツを再生時、まれにエラーメッセージが表示され、正常に再生できない場合がある不具合を修正する。
- ビルド番号が01.00.00、01.00.01から01.01.00になる。

2014年6月30日のアップデート
- 携帯電話（本体）の電源がOFFの状態で電源ボタンを長押ししても、電源が入らない場合がある不具合を修正する。
- ビルド番号が01.00.00、01.00.01、01.01.00から01.01.01になる。

2014年10月6日のアップデート
- - APN設定時に間違った入力をした場合、エラーが出続けてしまうことがある場合がある不具合を修正する。
- ビルド番号が01.00.00、01.00.01、01.01.00、01.01.01から01.01.02になる。